# Остров динозавров
«Остров динозавров» (англ. Dinosaur Island) — американский низкобюджетный приключенческий фэнтези-фильм 1994 года режиссёров Фреда Олена Рэя и Джима Уайнорски.

## Сюжет
Капитан Джейсон Бриггс должен доставить троих провинившихся солдат с Гавайских островов на большую землю. Пролетая над Тихим океаном, маленький военный самолёт терпит крушение. Военным удаётся выбраться на берег некоего таинственного острова, отсутствующего на картах. На острове солдаты обнаруживают динозавров и племя амазонок. Женщины племени вынуждены периодически отдавать одну из своих подруг в жертву тираннозавру иначе тот придёт в деревню и всех съест. Появившихся мужчин амазонки принимают за богов, которые согласно легенде должны прийти из-за моря. Хотя жизнь на тропическом острове вполне устраивает солдат, каждый из которых находит себе подругу, приближается время очередного жертвоприношения. Капитан Джейсон Бриггс собирает своих подчинённых, чтобы сразиться с чудовищем.

## В ролях
- Росс Хаген — капитан Джейсон Бриггс
- Ричард Габай — Джон Скимер
- Антония Дориан — Апрель
- Гриффин Дрю — Май
- Мишель Бауэр — Июнь
- Питер Спеллос — Турбо
- Том Шелл — Уэйн Кинкейд
- Стив Баркет — сержант Бен Хили
- Тони Нэплс — Королева Морганна
- Боб Шеридан — Базз
- Никки Фриц — верховная жрица

## Производство
Фильм снимали на фоне возросшего интереса к теме динозавров, вызванного выходом фильма «Парк юрского периода» (1993). Фильм был снят по заказу Роджера Кормана, режиссёрами выступили Фред Олен Рэй и Джим Уайнорски. Съёмки проходили в парке Vasquez Rocks в округе Лос-Анджелес. Фильм был снят за десять дней, на него было потрачено порядка $ 190 000.

## Приём
Критики с сайта Rotten Tomatoes оценили фильм на 1-2 балла из 5.